# Anders Knutsson Ångström
Anders Knutsson Ångström (Estocolmo, 1888 – 1981) foi um físico e meteorologista sueco. É conhecido primariamente por suas contribuições no campo da radiação atmosférica. Seus interesse científicos contudo abrangeram diversos tópicos.
Filho do físico Knut Ångström. Graduado com um título de BS na Universidade de Uppsala em 1909. Obteve um MS na Universidade de Uppsala em 1911. Lecionou na Universidade de Estocolmo. Foi depois chefe do Departamento de Meteorologia do Instituto Sueco de Meteorologia e Hidrologia (SMHI) de 1945 a 1949, e presidente do SMHI de 1949 a 1954.
É creditado como inventor do piranômetro, o primeiro instrumento para medir com precisão a radiação solar direta e indireta.